# 魔兵驚天錄
《魔兵驚天錄》（中国大陆官方译为，台湾官方译为）是一款由白金工作室開發的動作遊戲，是猎天使魔女系列的第一部作品。世嘉負責發行之Xbox 360、PlayStation 3以及Windows上的Steam版本。其后任天堂在Wii U平台发售续作《猎天使魔女2》时附赠了本作；并在2018年将本作与续作以合集形式在任天堂Switch平台发售。本作獨立盒裝版於2022年9月30日在任天堂Switch平台发售，並支援中文。

## 玩法
遊戲採用第三人稱视角，操縱主角以各種連續技能擊倒敵人。敵人作出攻擊時可作出閃避；於最後一刻閃避能發動「魔女時間」（Witch Time）短暫提高主角行動速度從而於短時間內對敵人造成更大傷害；向敵人作出攻擊而不被擊中可逐漸儲蓄魔力，並在達到一定數量時發動「酷刑攻擊」（Torture Attack）一擊消滅等級較低的敵人或對等級較高的敵人造成重大傷害；於頭目戰鬥中，主角可發動「高潮」（Climax），作為終結技或對敵人施以巨大傷害。擊倒敵人可取得作為遊戲貨幣之「天使環」（Halo）用以購買各道具和補給品。
遊戲為各戰鬥以連續技、時間和所受損傷三個項目作出整體評級，並設有極易（Very Easy）、容易（Easy）、正常（Normal）、困難（Hard）和無限高潮（∞ Climax）五個難度，對連續技操縱、敵行動速度和殺傷力有所影響。

## 劇情
五百年前世界黑暗與光明之間的平衡由兩大勢力－暗影女巫（Umbra Witches）與流明賢者（Lumen Sages）－維繫，雙方亦各管有一顆能監察時間流逝之寶石「世界之眼」（Eyes of the World，亦稱「左眼」與「右眼」）。兩派後期爆發衝突，雖然暗影女巫取得優勢，但於人們的獵巫行動中被大量殺害，直至只剩下最後一人。
於現世中，持有「左眼」之魔女蓓優妮塔（Bayonetta）於二十年前從湖底甦醒但失去記憶，平時利用運送遺體到墓園的工作獵殺天使。在情報販子恩佐（Enzo）提示下，蓓優妮塔前往歐洲城市維格利德（Vigrid）打聽「右眼」下落。沿途上蓓優妮塔分別遇上一名與她戰鬥方式相近之白髮女子貞德（Jeanne），一名因認為她殺死了父親而致力追蹤她的男記者路卡（Luka），以及四元德成員勇氣（Fortitudo）。蓓優妮塔其後於一鬥技場擊敗勇氣，其死前道出「願創造主祝福你」（May Jubileus the Creator grace you）之語句。
在經過彎月谷（Crescent Valley）與日出谷（Sunrise Valley）後，蓓優妮塔再次遇上貞德並發現她與四元德成員節制（Temperantia）有所關連。蓓優妮塔擊敗貞德後繼續旅程，遇上一名視她為母親之迷途女孩瑟蕾莎（Cereza），蓓優妮塔把她交予路卡照顧後擊敗節制並前往Isla del Sol小島，沿途上亦擊敗餘下兩名四元德成員正義（Iustitia）與智慧（Sapientia），三名四元德死前亦向蓓優妮塔表示「願創造主祝福你」。
蓓優妮塔於島上再遇上貞德，貞德表示蓓優妮塔乃流明賢者之父與暗影女巫之母誕下之子（此舉被雙方視為禁忌，蓓優妮塔亦因此被放逐）。蓓優妮塔戰勝貞德後獲悉自己真名為瑟蕾莎，與貞德本為好友：貞德於多年前封印了蓓優妮塔並把「左眼」交予她作為保護。
蓓優妮塔其後與瑟蕾莎及路卡進入位於小島上的最高大樓與巴爾德神父（Father Balder）會面，發現他是流明賢者最後一人亦是自己父親，其計畫使創造主復活，統一天界、地獄界與人界，但由於蓓優妮塔失去記憶而把瑟蕾莎（童年時期的蓓優妮塔）送到現今時空以幫助她回復記憶，藉此使蓓優妮塔自身成為「左眼」。巴爾德於表示路卡父親乃死於他手上後把路卡擲出大樓外，其後吸收瑟蕾莎並與蓓優妮塔展開戰鬥，蓓優妮塔擊敗他後救回路卡與瑟蕾莎。
蓓優妮塔把瑟蕾莎送回過去後不久即因回復記憶而昏倒，毫髮未傷的巴爾德隨即把自己與蓓優妮塔送進大樓頂部之創造主石雕像雙眼。大樓頂部變為火箭把石像送上太空之際，貞德趕上火箭並救出蓓優妮塔，石雕像隨後化身為創造主並殺死巴爾德，蓓優妮塔於擊敗祂後與貞德擊毀變回石雕像的創造主並返回地球，繼續進行獵殺天使之工作。

## 登場角色

### 主要角色
- 日语配音仅在Wii U版、Switch版和Windows版进行实装。

蓓優妮塔（ベヨネッタ）
配音：海倫娜·泰勒（美國）；田中敦子（日本）
失去記憶，遊戲劇情開始二十年前從湖底甦醒的魔女（真實身分為暗影女巫（Umbra Witch）），利用運送遺體到墓園的工作獵殺天使，使用裝備四把手槍在四肢上的格鬥術「Bullet Arts」，也會使用各種歐洲中世紀時期用作拷問女巫的拷問刑具。其黑色長髮可召喚地獄魔獸攻擊高等級天使，也能變形成為自身服裝。其名蓓優妮塔意為「bayonet（刺刀）」。自稱不喜歡愛哭的小孩和蟑螂。
貞德（ジャンヌ）
配音：格蕾·德萊勒（美國）；园崎未惠（日本）
與蓓優妮塔有同等魔力及相近戰鬥方式之白髮女子，常在蓓優妮塔的旅途中現身，有時候會並肩作戰，有時則是處於對立狀態。
路卡·雷德格雷夫（ルカ・レッドグレイヴ）
配音：尤里·洛文塔爾（美國）；浪川大辅（日本）
因兒時的一次經歷而經常跟隨蓓優妮塔的記者，擁有一般記者沒有的靈敏身手，個性率直且經常被蓓優妮塔戲弄。
羅丹（ロダン）
配音：戴夫・芬諾伊（美國）；玄田哲章（日本）
在貧民窟經營酒吧「地獄之門 (The Gates of Hell) 」的男子，別名「魔界工匠」，私下販售惡魔武器與惡魔相關情報。
恩佐（エンツォ）
配音：奇克·芬納（美國）；高木涉（日本）
跟城鎮不良份子打混的情報販子，通曉黑社會的一切，會利用廣大人脈與情報網路來賺錢。會將特別重要的情報提供給蓓優妮塔，並替她周旋因為某個特殊理由而舉辦的葬禮並抽取高額佣金。
瑟蕾莎（セレッサ）
配音：姬莉安·喬伊（美國）；泽城美雪（日本）
在歐洲邊境城市維格利德中徘徊的女孩，可在人間界看到於魔界出現之天使，視蓓優妮塔為母親；真實身份乃童年時期的蓓優妮塔。
巴爾德（バルドル）
配音：J·格蘭特·阿爾布雷希特（美國）；若本规夫（日本）
維格利德巨型複合企業伊札威爾集團的最高幹部，真實身分為流明賢者（Lumen Sage）之最後一人，也是蓓優妮塔的親生父親。

### 敵人角色
天界的光明軍團，與蓓優妮塔所屬的黑暗一方－暗影女巫相對的天上使者。位階愈高的天使力量也愈強。
裘貝蕾絲（Jubileus）
統馭光明勢力的女神，其真實名字全為以人類世界極難發音的音節所構成。即使如此，被物理世界束縛的人類仍然牽強的用自己的舌頭來描述衪並命名為Jubilee（意為「慶典」），期望藉由不斷歌頌祂的名字，將神聖意志轉變成世俗的幸福。
佛提圖（Fortitudo）
外號「炎之帶來者」（Bringer of Flame），代表火元素，象徵「勇氣」的四元德，型態是雙頭飛龍。
闐帕蘭奇亞（Temperantia）
外號「風之掀起者」（Manipulator of Wind），代表風元素，象徵「節制」的四元德，型態像擁有巨大雙臂的巨人。
幽斯堤吉亞（Justitia）
外號「命之賦予者」（Giver of Life），代表土元素，象徵「正義」的四元德，型態是由數個能吐出植物觸手的臉孔組合起來的集合體。
薩彼恩奇亞（Sapientia）
外號「海之控制者」（Controller of Sea），代表水元素，象徵「智慧」的四元德，型態像海獸。

## 系統

### 戰鬥&技能
魔女時間（Witch Time）
以超高速行動之魔女密法，在將要被天使擊中的瞬間迴避或反擊後即可發動，短時間內附近的天使行動將變慢及無法防備任何攻擊。
魔髮編織（Wicked Weave）
召喚締結契約的魔人其手或腳的一部份，給予天使巨大傷害，大多用於連續技的最後一擊。蓓優妮塔是與魔界淑女蝴蝶夫人締結契約，而與貞德締結契約的則是與掌管冥界之河的女王史迪克絲夫人。
處刑攻擊（Torture Attact）
召喚歐洲中世紀時人們拷問女巫時所使用之刑具的攻擊，各刑具對應不同天使種類，能對天使造成重大傷害，下級天使大多會立刻死亡。發動酷刑攻擊需消耗魔力。
獸型變化（Beast Within）
變化成野獸並借助其力量，遊戲中設定可變成豹、烏鴉或蝙蝠。變成豹時可高速移動與作出長距離跳躍，變成烏鴉時可飛行，在被攻擊一瞬間變成蝙蝠可消去攻擊並同時發動魔女時空。
魔女漫步（Witch Walk）
可在牆壁或天花板上行走的魔女密法，只有在月光照射下才能使用。

### 武器&飾品
斯卡伯勒市集（Scarborough Fair）
由魔界工匠羅丹打造的四把魔界手槍，各被冠名為香芹（parsley）、鼠尾草（Sage）、迷迭香（Rosemary）及百里香（Thyme），其連射性能及火力均能把蓓優妮塔的魔力提升至極限。在每支槍上都寫著“Scarborough Fair, Made by Rodin”。
瑪瑙玫瑰（Onyx Rose）
宿有採摘魔界花朵瑪瑙玫瑰之妖精靈魂的散彈槍，據說每發射出去的子彈都蘊藏著妖精的詛咒。
修羅刃（Shuraba）
以戰鬥魔神阿修羅的心臟驅動之活妖刀，一直渴求鮮血，甚至會把被斬殺獵物的靈魄吸收。
庫榭德勒（Kulshedra）
封印著古代蛇型惡魔庫榭德勒之長鞭，以柄部的開口召喚其力量。
杜爾嘎（Durga）
封印著千手惡魔杜爾嘎的靈魄之雙爪，可從柄部的開口召喚火焰或雷電。
奧潔塔（Odette）
宿有為追求不老而變成天鵝的魔女奧潔塔靈魂之溜冰鞋，其刀鋒總是綻放著寒氣。
基爾戈中校（Lt. Col. Kilgore）
宿有在越戰時因展開屠殺而墜入地獄變成惡魔的基爾戈中校靈魂之火箭筒，可發射帶有強大魔力的砲彈。

## 开发
《猎天使魔女》是出自惡魔獵人系列的制作人神谷英樹親自動手所制作的遊戲，開發製作的話題在官方主頁明確表示以3D動作遊戲為目標把遊戲「提升到次世代」。游戏于2007年开始制作，白金工作室制作了Xbox 360版本，而世嘉将PlayStation 3版本的移植工作交给Nex Entertainment制作，由白金工作室提供游戏的元数据和素材资料以及协助。

## 发行
世嘉作为发行商发行了《猎天使魔女》的Xbox 360以及PlayStation 3版本。游戏在2009年10月在日本地区的Xbox Live和PlayStation Network网络商店上提供试玩版，该试玩版随后在12月于欧美地区提供下载。游戏于2009年10月29日在日本发售，2010年1月5日在北美地区发售，1月8日在欧洲地区发售。游戏的PlayStation 3版本在2010年1月28日推出了一个下载补丁以减少游戏的读取时间。而游戏的Wii U版本由出资制作了系列第二代的任天堂负责发行，Wii U版本随《猎天使魔女2》在2014年9月起在全球陆续发售。
2017年3月31日，世嘉在STEAM发布了一款8Bit风格的《猎天使魔女》横版射击游戏。在之后的4月11日，世嘉宣布《猎天使魔女》登陆Steam平台，游戏支持最高4K的分辨率。
2022年7月13日，随着《猎天使魔女3》的发售日确定，任天堂宣布于2022年9月30日在任天堂Switch平台上发售初代《猎天使魔女》的实体版本，并同时将会对此前购买过Switch数字版游戏的玩家追加简体和繁体中文游戏内容；游戏初代的官方中文名定为《蓓優妮塔 魔兵驚天錄》。

## 音乐
游戏主题曲为《Fly Me to the Moon》。同时，此歌的remix版本《Fly Me to the Moon (∞ Climax Mix)》（编曲：山口裕史 演唱：Helena Noguerra）也在游戏中屡次作为插曲而被使用。

## 评价
Xbox 360版在《Fami通》上獲得了第12個滿40分的作品，亦是首隻Xbox 360滿40分的作品，PlayStation3版則有38分。

## 外部連結
- 《魔兵驚天錄》官方網站（英文）
- 《魔兵驚天錄》官方網站 （页面存档备份，存于） （日語）